# 超長波
超長波（ちょうちょうは、VLF（Very Low Frequency））とは、3 - 30kHzの周波数の電波をいう。波長は10 - 100km、ミリアメートル波とも呼ばれる。

## 概要
使用帯域幅は広く占有出来ず、オメガ航法、標準電波など低速信号の送信や、深度およそ10 - 40メートル（周波数と水の塩分にも依存）の水中を透過出来るため水面付近の潜水艦との通信に用いられる。送信設備は非常に大規模で有事には攻撃対象になりやすく、アメリカ海軍はTACAMO（Take Charge And Move Out）計画で航空機による通信中継を企図してE-6 マーキュリーを開発した。
受信にはスーパーヘテロダイン方式などの受信機の他、適切なアンテナや同調回路を使用すればアナログ-デジタル変換回路により復調することもできる。

## 超長波を使用する施設
- えびの送信所（22.2kHz）
- ヴァールベリの無線局
- アルファ航法（11.9 - 15.6kHz）

### 過去に存在した施設
- 依佐美送信所（17.442kHz）
- 対馬オメガ局（10.2 - 13.6kHz）

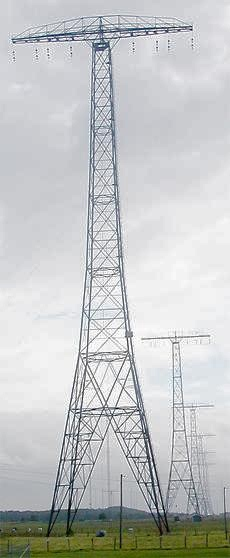
ヴァールベリの無線局のVLF送信アンテナ。
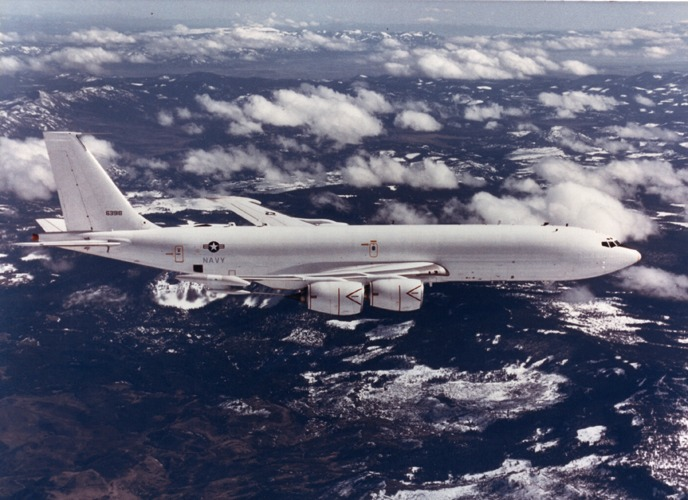
TACAMO機、E-6マーキュリー。
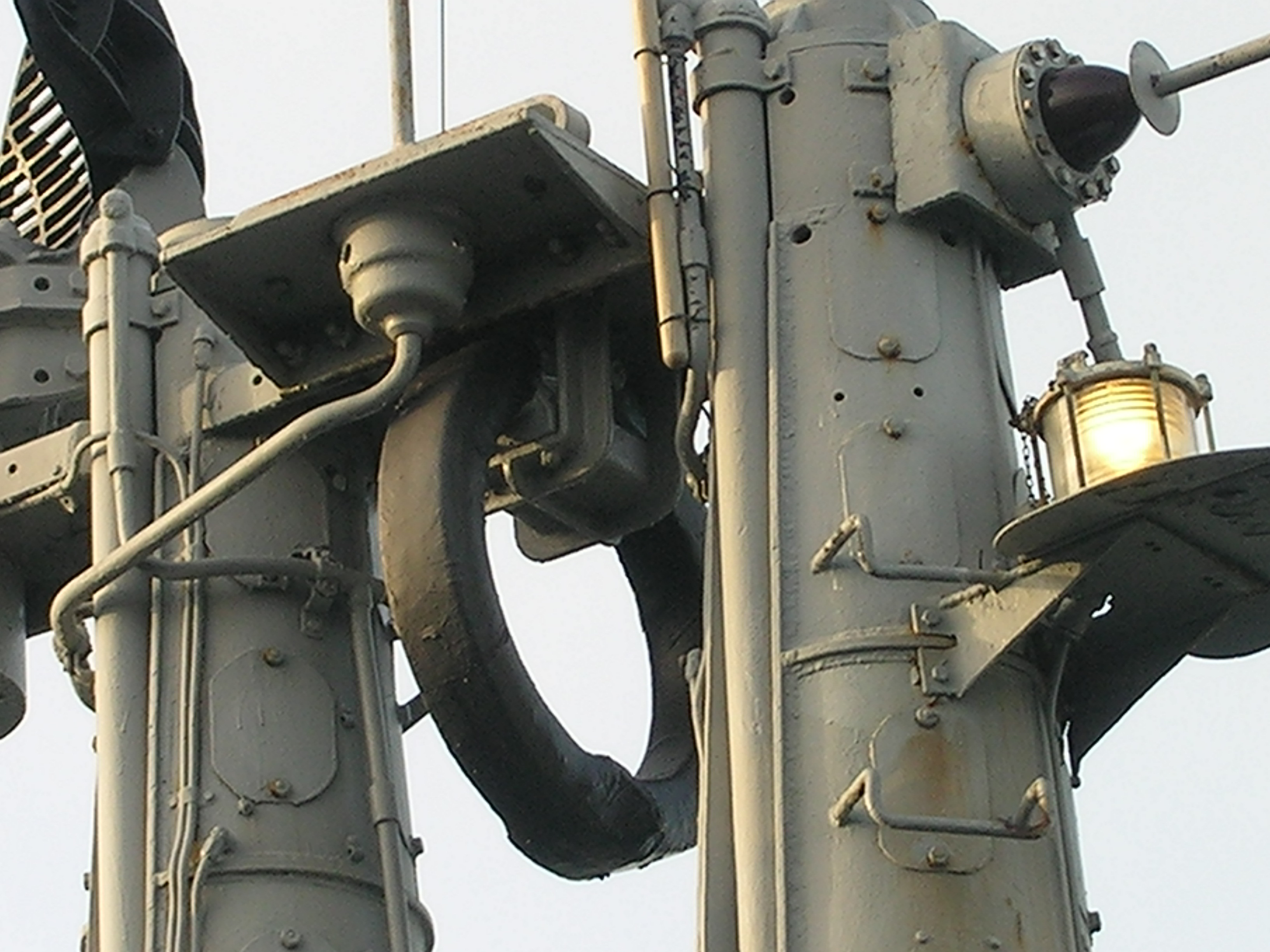
「パンパニト」のVLF受信アンテナ。
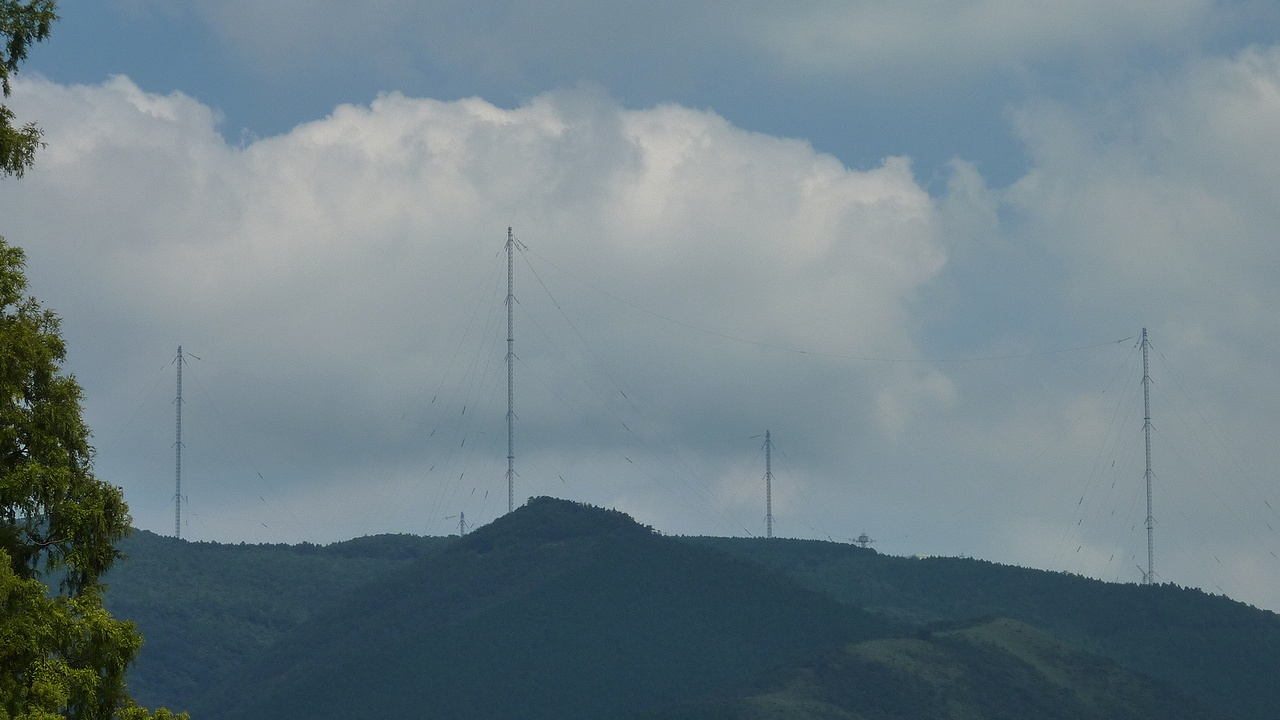
海上自衛隊えびの送信所のアンテナ群